# Guillotina
|  | Per a altres significats, vegeu «guillotina (màquina d'oficina)». |

Una guillotina és un instrument de tall consistent en una ganiveta que cau guiada per dos muntants verticals. Pot caure en vertical lliurement o ser accionada manualment en diversos sentits. En un principi el tall de la fulla era horitzontal, però posteriorment s'optà per un tall inclinat, ja que tallava millor i més ràpid.

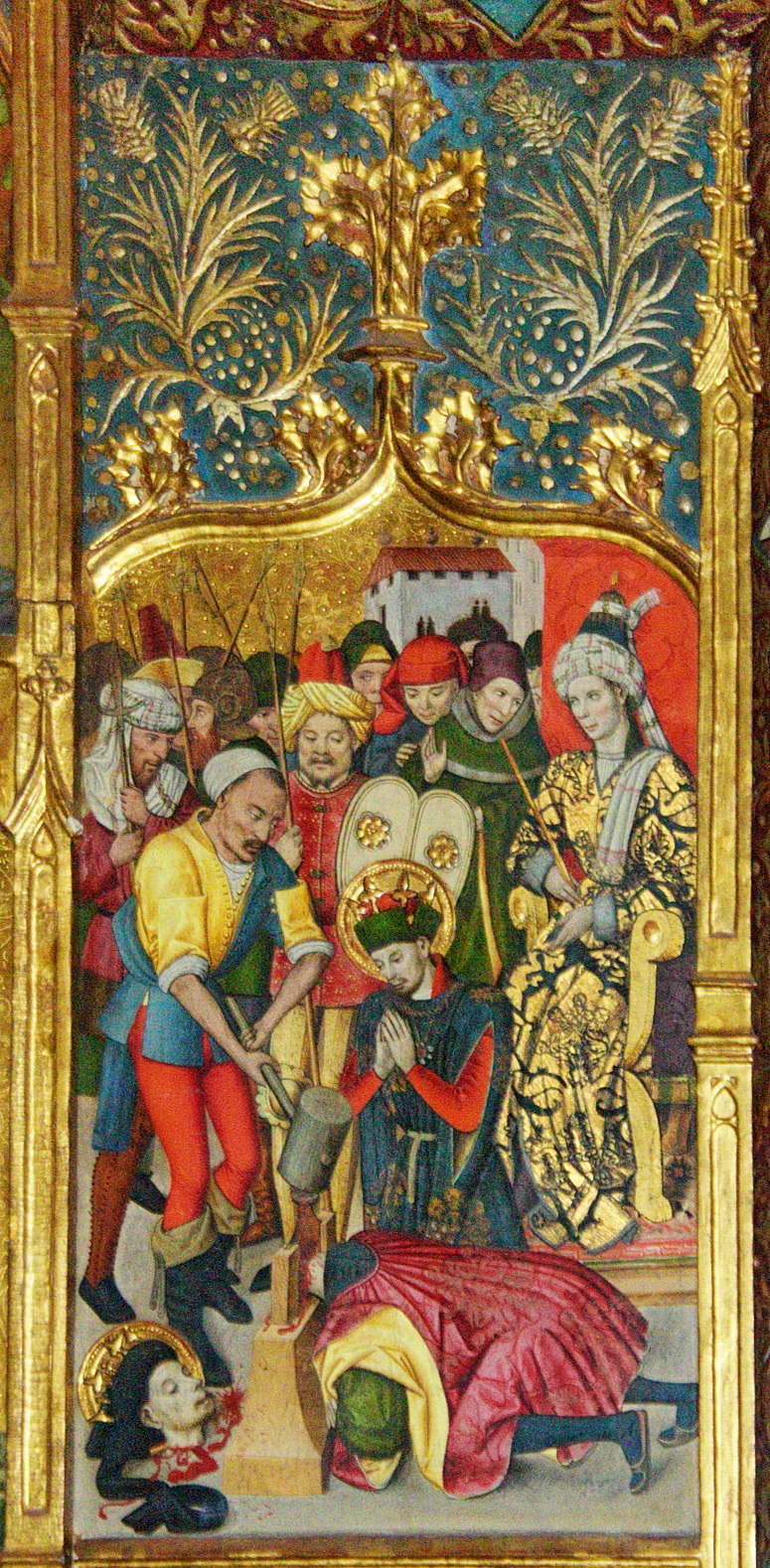
En una taula del Retaule dels sants Abdó i Senén (1460) de Jaume Huguet ja apareixia un forma antiga de guillotina, tot i que accionada per un mall.

Està inspirat en un instrument ja utilitzat per a la pena capital a Escòcia durant el segle xiv. Va ser proposat l'any 1789 per Joseph-Ignace Guillotin (1738-1814) a l'Assemblea Nacional de França per a les execucions sense dolor. Del seu cognom ve el nom de guillotina.
La va dissenyar el doctor Antoine Louis i la va construir l'alemany Tobias Schmidt, fabricant de pianos.
Adoptada com a mitjà de suplici únic l'any 1792, el seu primer ús fou el 25 d'abril d'aquell any a la Plaça de Grève de París per a executar Nicolas-Jacques Pelletie, acusat de robatori a mà armada. L'instrument però es va utilitzar, sobretot, a la Revolució Francesa, especialment durant el període que es coneix com a Regnat del Terror (1793-1794), del qual va ser un dels principals responsables Maximilien de Robespierre (1758-1794), executat també a la guillotina víctima de la seva pròpia intolerància. Sovint les execucions mitjançant la guillotina es convertien en escenificacions públiques amb finalitats disciplinàries.
Una de les figures històriques guillotinada va ser Lluís XVI així com la reina Maria Antonieta, executada el 16 d'octubre de l'any 1793 davant de tots els ciutadans de París.
La guillotina va ser l'instrument utilitzat per aplicar la pena capital per delictes comuns a França fins a l'any 1981, quan aquesta va ser abolida. Els culpables de delictes militars o contra la seguretat de l'Estat eren executats amb escamot d'afusellament. La darrera execució amb guillotina a França va ser el 1977, a la presó de Marsella.
També s'usa per a denominar sistemes que usen un mecanisme similar com les finestres de guillotina, d'obertura vertical; una fulla per a tallar paper per pressió o el sistema de regulació del cabal d'aire al motor utilitzat en competició i alternatiu a la vàlvula de papallona habitual en els de carrer.